# Lietuvos Taurė 1995-1996
La Lietuvos Taurė 1995-1996 è stata la 7ª edizione del torneo, iniziata il 9 agosto del 1995 e terminata il 17 giugno 1996. 
Il trofeo è stato vinto per la prima volta dal Kareda-Sakalas Š., dopo aver battuto battuto in finale l'Inkaras-Grifas col punteggio di 2-0.

## Primo turno
| Squadra 1                    | Risultato       | Squadra 2                 |
| ---------------------------- | --------------- | ------------------------- |
| Volmeta Kaunas               | 3 – 0           | Sūduva                    |
| Žėrutis Radviliškis          | 4 – 0           | Kražantė Kelmė            |
| Andas Vilnius                | + – -           | Ekranas B                 |
| Anykščiai                    | 1 – 0           | Avakona Visaginas         |
| Ranga-Poli. Kaunas           | 4 – 2 (dts)     | Širvėna                   |
| Polonia Vilnius              | 0 – 3           | Inkaras-2                 |
| Kruoja                       | 0 – 2           | Sandoris Vilnius          |
| Salantas Salantai            | 1 – 3           | Klaipėda-2                |
| Grigiškės                    | + – -           | Auredi Kazlų Rūda         |
| Chemikas Kėdainiai           | 0 – 1 (dts)     | Alsa Vilnius              |
| Savingė Kaišiadorys          | 1 – 1 (4-2 dtr) | Minija Kretinga           |
| Daisotra Alytus              | 2 – 0 (dts)     | Laisve Šilutė             |
| Achema-Lietava Jonava        | 3 – 3 (5-4 dtr) | Sveikata Kybartai         |
| Jubarkas                     | 0 – 2 (dts)     | Klevas-Sakalas-2 Šiauliai |
| Intermetas Vilkaviškis       | 3 – 0           | Utenis Utena              |
| Cementininkas Naujoji Akmenė | 1 – 0           | FBK Kaunas-2              |